# Bagaudowie
Bagaudowie (łac. Bagaudae, liczba pojedyncza Bagauda) – uczestnicy zbrojnych buntów ludności wiejskiej w Galii i Hiszpanii, skierowanych przeciwko rzymskiemu uciskowi podatkowemu, jak i latyfundystom (koniec III – początek V wieku). Nazwa zwykle wywodzona z celtyckiego bagha (walka), znaczyłaby wojownik. Księga Suda rzeczownik βακαύδας wywodzi od czasownika βαγεύειν (wędrować) co odpowiada łacińskim vagari (włóczyć się) i vagantes (włóczędzy). Uczestnicy określani byli mianem agrestium ac latronum, quos Bagaudas incolae vocant (wieśniaków oraz zbójów, których miejscowi nazywają bagaudami), rusticani in Gallia concitassent et factioni suae Bacaudarum nomen inponerent (wieśniacy powstali w Galii dając swojemu związkowi miano bagaudów).
Pierwsze ich wystąpienie miało miejsce pod wodzą Aelianusa i Amandusa około 285–286 roku i zostało stłumione przez cesarza Maksymiana. Rozruchy wybuchały ponownie w następnych latach. Po raz ostatni powstanie bagaudów wybuchło w Hiszpanii i trwało do 454 roku.